# 謝爾登冰川
67°30′S 68°23′W / 67.500°S 68.383°W
謝爾登冰川（英語：Sheldon Glacier），是南極洲的冰川，位於阿德萊德島，最終注入萊德灣，由英國南極名稱諮詢委員會命名，現時由南極條約體系管理。